# Hermandad de las Siete Palabras (Vivero)
La Real Hermandad de las Siete Palabras es una de las ocho cofradías que existen, en la Semana Santa de Vivero.

## Historia
La Ilustre cofradía del Rosario y la Venerable Orden Tercera, compartieron durante más de dos siglos la organización de los desfiles procesionales de la Semana Santa vivariense, hasta que, a partir del año 1944, se incorporó la Cofradía del Santísimo Cristo de la Piedad.

De la Piedad surgirían diversas filiales. La primera en el año 1947 con la Hermandad del Prendimiento, seguida en 1951 por la Hermandad de Las Siete Palabras y finalmente, en 1953, la Hermandad de la Santa Cruz. 
En el 2017 se convirtió en hermano mayor honorífico de la Hermandad de Las Siete Palabras Su Majestad el rey Felipe VI de España  .

## Procesiones
Durante la Semana Santa, la Hermandad de las Siete Palabras se encarga de realizar las siguientes procesiones y actos:
- Vía Cruces de Hombres (Miércoles Santo)
- Sermón de las Siete Palabras (Viernes Santo)
- Procesión de la Pasión (Viernes Santo) (como participante)
- Procesión del Vía Lucís (Domingo de Resurrección)

## Estandarte
El estandarte de la Hermandad de las Siete Palabras fue confeccionado por las monjas Concepcionistas de Vivero y data del año 1951. Su tejido es de terciopelo azul oscuro, con grandes bordados en hilo dorado. Unos sencillos motivos ornamentales trazan los dos ángulos superiores a modo de cartela y se prolongan por ambos lados en dirección a la punta. La decoración, con motivos vegetales, dibuja una gran cruz, en cuyo centro se colocan los elementos de la Pasión de Cristo: la cruz latina, rodeada de la corona de espinas y atravesadas por dos lanzas en cruz. Todo el conjunto está decorado con unas líneas que simulan destellos. En el reverso del estandarte, aparece bordada igualmente en hilo dorado la inscripción «Hermandad de las Siete Palabras» así como la fecha de confección en números romanos.

### Cofradías de la Semana Santa Vivariense similares
- Venerable Orden Tercera Franciscana.
- Ilustre y Venerable Cofradía del Santísimo Rosario.
- Cofradía del Santísimo Cristo de la Piedad.
- Hermandad del Prendimiento.
- Hermandad de las Siete Palabras.
- Hermandad de la Santa Cruz.
- Cofradía de O Nazareno dos de Fóra.
- Cofradía de la Misericordia.